# Seznam pozorovatelů Valného shromáždění OSN
Kromě 193 členských států přiznává Organizace spojených národů (OSN) mnoha mezinárodním organizacím, entitám a nečlenským státům status pozorovatele. Pozorovatelé mají právo mluvit na zasedáních Valného shromáždění Organizace spojených národů, účastnit se procedurálního hlasovaní a také podporovat a podepisovat rezoluce, nemají však právo hlasovat o rezolucích a dalších podstatných usneseních. Status pozorovatele je udělován rezolucí Valného shromáždění Organizace spojených národů.

## Nečlenské státy
Nečlenské pozorovatelské státy jsou uznávány jak svrchované entity, které mají možnost podle svého uvážení podat žádost o členství. Takovým státem bylo v letech 1948–2002 Švýcarsko. V současnosti jsou jedinými pozorovatelskými státy Vatikán a Stát Palestina. Status Vatikánu v rámci OSN je popisován jako „Nečlenský stát který obdržel stálé pozvání k účasti na zasedání a činnosti Valného shromáždění a udržování stálé pozorovatelské mise v ústředí jako pozorovatel.“
- Vatikán 1964 se stal trvalým pozorovatelem, 2004 získal všechna členská práva s výjimkou práva volit
- Palestina se stala v roce 2012 nečlenským státem.

Poznámky:
- Cookovy ostrovy a Niue jsou přidružené státy Nového Zélandu a jsou považovány za nečlenské státy.
- Čínská republika na Tchaj-wanu kromě žádosti o plné členství, požádala několikrát o status pozorovatele. Tyto žádosti byly zamítnuty z důvodu uznání Čínské lidové republiky jako nástupnického státu Čínské republiky suverénního na veškerém čínském území včetně Tchaj-wanu. V roce 1971 byla Čínská republika nahrazena Čínskou lidovou republikou jako oficiálním reprezentantem Číny.
- Suverénní vojenský hospitální řád sv. Jana v Jeruzalémě, na Rhodu a na Maltě není rozeznán jako nečlenský stát, ale jako entita.

## Mezinárodní organizace a entity
| Organizace nebo entita                                                       | Datum udělení statusu pozorovatele |
| ---------------------------------------------------------------------------- | --- |
| Africká, Karibská a Pacifická skupina států                                  | 15. říjen 1981 (RES/36/4) |
| Africká rozvojová banka                                                      | 28. říjen 1987 (RES/42/10) |
| Africká unie (dříve Organizace africké jednoty)                              | 11. říjen 1965 (RES/2011(XX)) 15. srpen 2002 |
| Agentura pro zákaz jaderných zbraní v Latinské Americe a Karibiku            | 17. října 1988 (RES/43/6) |
| Andské společenství národů                                                   | 22. říjen 1997 (RES/52/6) |
| Asian-African Legal Consultative Organization                                | 13. říjen 1980 |
| Asijská rozvojová banka                                                      | 19. listopad 2002 (RES/57/30) |
| Sdružení karibských států                                                    | 15. říjen 1998 (RES/53/17) |
| Sdružení národů jihovýchodní Asie                                            | 4. prosince 2006 (RES/61/44) |
| Organizace pro hospodářskou spolupráci v Černém moři                         | 8. říjen 1999 (RES/54/5) |
| Karibské společenství                                                        | 17. říjen 1991 (RES/46/8) |
| Středoamerický integrační systém                                             | 19. říjen 1995 (RES/50/2) |
| Organizace Smlouvy o kolektivní bezpečnosti                                  | 2. prosince 2004 (RES/59/50) |
| Common Fund for Commodities                                                  | 23. listopad 2005 (RES/60/26) |
| Společenství nezávislých států                                               | 24. dubna 1994 (RES/48/237) |
| Commonwealth Secretariat                                                     | 18. listopadu 1976 (RES/31/3) |
| Společenství portugalsky mluvících zemí                                      | 26. listopadu 1999 (RES/54/10) |
| Společenství států Sahelu a Sahary                                           | 12. prosince 2001 (RES/56/92) |
| Rada Evropy                                                                  | 17. října 1989 (RES/44/6) |
| Východoafrické společenství                                                  | 9. prosince 2003 (RES/58/86) |
| Hospodářské společenství středoafrických zemí                                | 12. listopadu 2000 (RES/55/161) |
| Hospodářské společenství západoafrických států                               | 2. prosince 2004 (RES/59/51) |
| Organizace hospodářské spolupráce                                            | 13. října 1993 (RES/48/2) |
| Euroasijské hospodářské společenství                                         | 9. prosince 2003 (RES/58/84) |
| Evropská unie                                                                | 11. října 1974 (RES/3208 (XXIX)) |
| Guam organizace pro demokracii a hospodářského rozvoje                       | 9. prosince 2003 (RES/58/85) |
| Hagská konference mezinárodní soukromého práva                               | 23. listopad 2005 (RES/60/27) |
| Ibero-Americká konference                                                    | 23. listopad 2005 (RES/60/28) |
| Komise Indického oceánu                                                      | 4. prosince 2006 (RES/61/43) |
| Vnitřní Americká rozvojová banka                                             | 12. prosince 2000 (RES/55/160) |
| Meziparlamentní unie                                                         | 19. listopadu 2002 |
| Mezinárodní centrum pro vývoj migrační politiky                              | 19. listopad 2002 (RES/57/31) |
| Mezinárodní výbor Červeného kříže                                            | 16. listopad 1990 (A/RES/45/6) |
| Mezinárodní trestní soud                                                     | 1. červenec 2002 |
| Interpol                                                                     | 15. listopad 1996 (RES/51/1) |
| Mezinárodní institut pro vývoj práva                                         | 12. prosince 2001 (RES/56/90) |
| Mezinárodní federace společností Červeného kříže a Červeného půlměsíce       | 19. října 1994 (RES/49/2) |
| Mezinárodní hydrografická organizace                                         | 12. prosince 2001 (RES/56/91) |
| Mezinárodní institut pro demokracii a volební dohled                         | 9. prosince 2003 (RES/58/83) |
| Mezinárodní olympijský výbor                                                 | 20. října 2009 (RES/64/3) |
| Mezinárodní organizace pro migraci                                           | 16. října 1992 (RES/47/4) |
| Mezinárodní organizace frankofonie                                           | 10. listopadu 1978 (A/RES/33/18) |
| Mezinárodní správa mořského dna                                              | 24. říjen 1996 (RES/51/6) |
| Mezinárodní soud pro mořské právo                                            | 17. prosince 1996 (RES/51/204) |
| Mezinárodní svaz ochrany přírody                                             | 17. prosince 1999 (RES/54/195) |
| Islámská rozvojová banka                                                     | 28. dubna 2007 (RES/61/259) |
| Latinskoamerický hospodářský systém (SELA)                                   | 13. října 1980 (RES/35/3) |
| Latinskoamerické integrační sdružení (ALADI)                                 | 23. listopadu 2005 (RES/60/25) |
| Latinskoamerický parlament                                                   | 13. října 1993 (RES/48/4) |
| Liga arabských států                                                         | 1. listopadu 1950 (RES/477 (V)) |
| OPEC Fund for International Development                                      | 4. prosince 2006 (RES/61/42) |
| Organizace pro hospodářskou spolupráci a rozvoj                              | 15. říjen 1998 (RES/53/6) |
| Organizace východokaribských států                                           | 2. prosince 2004 (RES/59/52) |
| Organizace pro bezpečnost a spolupráci v Evropě                              | 13. října 1993 (RES/48/5) |
| Organizace amerických států                                                  | 16. října 1948 (RES/253 (III)) |
| Organizace islámské konference                                               | 10. října 1975 (RES/3369 (XXX)) |
| Fórum pacifických ostrovů                                                    | 17. října 1994 (RES/49/1) |
| Organizace pro osvobození Palestiny                                          | 22. prosince 1974 (RES/3237 (XXIX)): status pozorovatele 9. prosince 1988 (A/RES/43/160): označení „Palestina” 29. listopadu 2012 (A/RES/67/19): status změněn na nečlenský pozorovatelský stát |
| Partners in Population and Development                                       | 19. listopadu 2002 (A/RES/57/29) |
| Stálý rozhodčí soud                                                          | 13. října 1993 (RES/48/3) |
| Šanghajská organizace pro spolupráci                                         | 2. prosince 2004 (A/RES/59/48) |
| Jihoasijská asociace pro regionální spolupráci                               | 2. prosince 2004 (RES/59/53) |
| Jihoafrické rozvojové společenství                                           | 2. prosince 2004 (RES/59/49) |
| Suverénní vojenský hospitální řád sv. Jana v Jeruzalémě, na Rhodu a na Maltě | 24. srpna 1994 |
| Globální fond pro boj s AIDS, tuberkulózou a malárii                         | 16. prosince 2009 (RES/64/122) |
| Světová celní organizace                                                     | 23. dubna 1999 (RES/53/216) |